# Ceremonia de clausura de los Juegos Parapanamericanos de 2019
La ceremonia de clausura de los Juegos Parapanamericanos de 2019 se llevó a cabo el domingo 1 de septiembre de 2019, en el Estadio Atlético de la Villa Deportiva Nacional en Lima, Perú. La producción de la ceremonia de los Juegos estuvo a cargo de la empresa italiana Balich Worldwide Shows.

## Convocatoria
El comité organizador de los Juegos Lima 2019 lanzó a fines de marzo una convocatoria denominada Talento Artístico, para reclutar al cuerpo de voluntarios de baile y figurantes de las 4 ceremonias de los Juegos Lima 2019. Para el 27 de abril de 2019 se habían inscrito a través de la página web oficial, más de 10 000 postulantes, cuyos únicos requisitos eran:
- Ser aficionados al arte y la cultura.
- Ser mayores de 16 años cumplidos.
- Ser personas muy apasionadas.

Los talentos artísticos tenían perfiles y habilidades diversas, desde actores, acróbatas y bailarines hasta personas con habilidades específicas como parkour, zancos y cajoneros, todos comprometidos con el nivel de entusiasmo y energía requerida para Lima 2019.
Se seleccionaron entre 2500 a 3000 artistas voluntarios que estuvieron en el Estadio Atlético, bailando como parte de las coreografías o apoyando en la producción del evento.
Los artistas participaron en las ceremonias de inauguración y clausura de los Juegos Panamericanos y Parapanamericanos Lima 2019 directamente en el escenario. Las audiciones y convocatoria estuvieron a cargo de Vania Masías, directora de coreografía de las ceremonias, y representantes de Balich WorldWide Shows, empresa italiana que también ha realizado las ceremonias olímpicas de los Juegos Olímpicos de Torino 2006, Sochi 2014 y la de Río 2016.
Los voluntarios seleccionados recibieron clases junto a 150 bailarines profesionales y 13 coreógrafos nacionales, liderados por Vania Masías como directora de coreografía. El Ballet Nacional de Perú y el Elenco Nacional de Folclore participaron, respectivamente en las ceremonias de inauguración  y clausura de los Juegos Panamericanos y Parapanamericanos Lima 2019. Fue una producción de nivel internacional que marco la clausura oficialmente de los Juegos Parapanamericanos Lima 2019.

## Ceremonia
La ceremonia de clausura de los Juegos Parapanamericanos de 2019 inició a las 19.00 horas (hora peruana) tuvo una duración aproximada de dos horas. El evento inició con una cuenta regresiva de vídeo y una exhibición pirotécnica presentado por Katia Condos y Gonzalo Torres. Después se anunció al presidente del Comité Paralímpico de las Américas, Julio César Ávila Sarria, y al presidente de la República del Perú Martín Vizcarra. Posteriormente inició la entonación del himno nacional del Perú mientras se izaba el pabellón nacional. Como primer acto de la noche se presentó a la banda Laguna Pai con las canciones "Libertad", "Vamos con fe" y "Resilencia". 

Terminada la presentación, ingresaron las banderas de las 30 naciones participantes ingresaron al estadio y se colocaron a los lados del escenario, se presentó a Iliana Rodriguez, representante de atletas . Ella ofreció una estatuilla de Milco a los representantes de los voluntarios, como agradecimiento por su contribución a los Juegos Lima 2019. Siguió luego un vídeo de agradecimiento en reconocimiento a los voluntarios y terminó con un dueto de Marinera por Desirée Núñez del Prado y Javier Morales.
Después se presentó a la banda We the Lion con las canciones Found Love, All My Demons, So Fine, When Life Began. Posteriormente se proyectó un vídeo que mostró los momentos más emotivos y emocionantes durante el transcurso del evento deportivo. 

Se da la bienvenida al presidente del Comité Organizador de los Juegos Parapanamericanos Lima 2019, Carlos Neuhaus y al presidente del Comité Paralímpico de las Américas, Julio César Ávila Sarria. Empezó Carlos Neuhaus con el siguiente discurso:

"Excelentísimo Señor Presidente de la República, Martín Vizcarra; Señor Presidente del Comité Palímpico Internacional, Andrew Parsons, Señor Presidente de Comité Paralímpico de las Américas, Julio César Ávila; Señor Teniente Alcalde de la ciudad de Lima, Miguel Romero. Bienvenidos damas y caballeros a nuestro fin de fiesta ya jugamos todos, esta noche celebramos un inolvidable mes lleno de deportes que termina hoy con la mejor y mas importante exhibición de los para-deportistas que el Perú haya visto, a los atletas de América les quiero decir son extraordinarios; han abierto los corazones de todos los peruanos y ha cautivado el continente con un despliegue de habilidades por los que muchos solo pueden soñar y con un ejemplo de valores a los que todos debemos aspirar, valores como determinación, igualdad, inspiración y coraje, ustedes nos han inspirado mas de lo imaginable, nos han enseñado a levantar la cabeza ante la adversidad, a partir de hoy no hay excusas debemos superar nuestros propios limites. En estos Juegos se han partido 175 retos y de ellos 9 son marcas mundiales, el Perú ha ganado 15 medallas superando todas las ediciones anteriores con los muchachos; en total para-atletas de 13 deportes para-deportes ha sumado puntaje muy importante para participar en los Juegos Paralímpicos de Tokyo, gracias queridos atletas, gracias al señor presidente de la república y sus ministros, al señor alcalde, gracias a los señores congresistas, alcaldes y regidores, gracias nuevamente a la policía y a las fuerzas armadas como también a asesoría del pueblo, gracias a nuestro auspiciadores, pero sobretodo gracias a nuestros extraordinarios voluntarios, han sido el mejor rostro de Lima 2019 y los mejores anfitriones del mundo, gracias al excelente equipo que trabajo en este gran proyecto lo dieron todo. 

Perú nunca había realizado nada que se acercara a la magnitud de Lima 2019, pero juntos logramos un éxito rotundo finalmente gracias a los vecinos de Lima   y a mi compatriota, hace unos días les dije que salían, que alentarían y abrazarían estos juegos parapanamericanos, como lo hicieron como los panamericanos, que honrarían y celebrarían a esto increíbles paratletas les digo vecinos y compatriotas, nuevamente han excedido nuestras expectativas Lima 2019 vendió mas boletos que cualquier otro juego parapanamericano en la historia. Hemos llegado a casi 170 000 asistentes a las competencias mas que en todos los anteriores juegos parapanamericanos, de los cuales 12 000 boletos han sido para niños en situación vulnerable, los cuales han beneficiado nuestro programa "Entradas Solidarias" las mismas generadas mayoritariamente por cada entrada adquirida por los colegios privados, haciéndolos participes a todos de esta gran fiesta, les hemos dado la bienvenida a estos juegos espectaculares atletas como ninguna ciudad antes lo ha hecho, gracias por creer en nosotros por su apoyo y por su pasión, mañana miraremos hacia el futuro, un futuro brillante para el Perú, unidos por estos juegos, inspirados por estos atletas y por lo que hemos logrado Lima 2019, un legado para todos. Vamos Perú, sigamos jugando!."
Carlos Neuhaus, presidente del Comité Organizador de los Juegos Lima 2019; en la ceremonia de clausura de los Juegos Parapanamericanos Lima 2019

Terminada la pronunciación de Carlos Neuhaus, procedió Julio César Ávila Sarria, presidente del Comité Paralímpico de las Américas:

"Queridos atletas, entrenadores, oficiales, clasificadores, queridisimos peruanas y peruanos, buenas noches a todos; quiero comenzar agradeciéndoles a todos por hacer que Lima 2019 lo mejores juegos parapanamericanos de la historia, gracias Lima, gracias Perú; fue muy placentero presenciar como una ciudad entera abrazo estas competencias, se lanzo masivamente a cada una de las sedes para alentar a los mejores paratletas de toda América, casi 200 000 espectadores asistieron a las sedes de Lima 2019, récord absoluto para unos Juegos Parapanamericanos. Pudimos disfrutar de una fiesta cálido y festivo, otra muestra de porque la hinchada peruana fue elegida la mejor de todo el mundo, la pasión y el orgullo que trasmiten son inspiradores con su apoyo motivaros a estos fabulosos para-atletas a dar lo mejor de si, Lima 2019 fue una demostración de creciente interes que hay en el para deporte en toda América, creo firmemente que estamos ante un mundo de inflección Lima 2019 sera un antes y un después en la historia del movimiento paralímpico en el continente. 

Con mas publico, mas medios y mas patrocinadores involucrándose como parte del legado el Perú disfrutara también de unas magnificas y accesibles sedes deportivas, que deberán ser aprovechados para que los paratletas peruanos puedan prepararse y llegar a competir en unos Juegos Parapanamericanos tal como lo hicieron nuestros héroes en Lima 2019, mas allá de eso ningún evento ha hecho tanto como Lima 2019 para dar un paso tan importante en post de la inclusión real a la sociedad peruana de todas las personas con discapacidad, gracias a todos los que trabajaron duro para que este evento sea el éxito que fue, gracias a los staff del Comité Paralímpico de las Américas y del Comité Paralímpico Internacional, gracias sobretodo al gobierno nacional y al comité organizador liderado por su presidente Carlos Neuhaus, mil gracias por estos soñados días en Lima, gracias a los medios de comunicación, por su presencia masiva y gracias también a los voluntarios con su sonrisa y generosidad, espero recuerden estos juegos por siempre, lamentablemente ha llegado el momento para mi de declarar oficialmente cerrados los Juegos Parapanamericanos Lima 2019, nos llevamos unos recuerdos maravillosos, invito a todos los atletas a seguir entrenando duro y espero verlos compitiendo en los Juegos Paralímpicos de Tokyo 2020 y en los Juegos Parapanamericanos Santiago 2023 y no olviden que como aprendimos en Lima 2019, cuando juega un atleta del continente, jugamos todos! Gracias. "
Julio César Ávila Sarria, presidente del Comité Paralímpico de las Américas; en la ceremonia de clausura de los Juegos Parapanamericanos Lima 2019

Concluidas las palabras de Julio César Ávila Sarria, la Bandera APC se baja mientras sonaba el Himno Paralímpico. Inició la ceremonia de entrega de la bandera de APC, por ello Miguel Eugenio Romero Sotelo, teniente alcalde de la ciudad de Lima, entregó la bandera al presidente del Comité Paralímpico de las Américas, Julio César Ávila Sarria, quien a su vez se la entregó al subsecretario de deportes de Chile, Andrés Otero Klein; próximo país sede de los Juegos Parapanamericanos Santiago 2023. Luego se entonó el himno nacional de Chile, entonado por Isidora Guzmán, una joven cantante chilena con displejia espástica reconocida en su país por participar en promover la rehabilitación infantil. El himno es seguido por la presentación de la banda chilena Los Jaivas con las canciones "Arauco" y "Todos Juntos". 

Concluida la presentación de Santiago 2023, entró la cantante Eva Ayllón para acompañar a la extinción de la Llama Parapanamericana. La escena
presenta a los dos niños protagonistas de la Ceremonia de Apertura de los Juegos Parapanamericanos, la actuación de Eva Ayllón continuó con el acompañamiento de un conjunto de cajones, culminada la canción inició un espectáculo de fuegos artificiales detrás del escenario e inició la canción "Jugamos Todos"', la canción oficial de los Juegos Lima 2019, mientras que el conjunto de cajones peruanos empezaron a salir del escenario para ingresar al espacio de los para atletas y los voluntarios animando al podio. 

Finalmente los conductores de la ceremonia de clausura, presentaron al grupo de cumbia Hermanos Yaipén con "Mix de Luis Miguel", "El Tiki Taka", "Al llorar a otra parte", "Mix de Juan Gabriel" y "Que levante la mano"; haciendo bailar a los para deportistas y el público asistente, culminando la ceremonia con un espectáculo de fuegos artificiales.